# Pajusaaret (ö i Birkaland)
Pajusaaret är en ö i Finland. Den ligger i sjön Ruovesi och i kommunen Ruovesi i den ekonomiska regionen  Övre Birkalands ekonomiska region  och landskapet Birkaland, i den södra delen av landet, 210 km norr om huvudstaden Helsingfors. Öns area är 4,1 hektar och dess största längd är 430 meter i sydöst-nordvästlig riktning.  Notera att namnet antyder att det är fråga om flera öar.